# Джоанн Расселл
Джоанн Расселл (англ. JoAnne Russell, нар. 30 жовтня 1954) — колишня американська професійна тенісистка.
У парі з Гелен Гурлей перемогла у Вімблдонському турнірі 1977 року. 
Здобула два одиночні та чотири парні титули туру WTA.
Найвищу одиночну позицію світового рейтингу — 22 місце досягнула 28 лютого 1983, парну — 32 місце — 19 січня 1987 року.

## Фінали туру WTA

### Одиночний розряд 3 (2 титули, 1 поразка)
| Результат | Ранг | Дата            | Турнір                                         | Покриття | Опонент           | Рахунок       |
| --------- | ---- | --------------- | ---------------------------------------------- | -------- | ----------------- | ------------- |
| Перемога  | 1.   | 5 лютого 1984   | Індіанаполіс, Індіана, США                     | Тверде   | Паскаль Параді    | 7–6, 6–2      |
| Перемога  | 2.   | 30 вересня 1984 | Central Fidelity Banks International 1984, США | Тверде   | Мікаела Вашингтон | 6–2, 4–6, 6–2 |
| Поразка   | 3.   | 28 жовтня 1984  | Брайтон, Англія                                | Килим    | Сільвія Ганіка    | 3–6, 6–1, 2–6 |

### Парний розряд 21 (4 титули, 17 поразок)
| Результат | Ранг | Дата              | Турнір                                      | Покриття | Партнер         | Опоненти                              | Рахунок       |
| --------- | ---- | ----------------- | ------------------------------------------- | -------- | --------------- | ------------------------------------- | ------------- |
| Поразка   | 1.   | 27 лютого 1977    | Детройт, США                                | Килим    | Джанет Ньюберрі | Мартіна Навратілова Бетті Стеве       | 3–6, 4–6      |
| Перемога  | 2.   | 2 липня 1977      | Вімблдонський турнір, Англія                | Трава    | Гелен Гурлей    | Мартіна Навратілова Бетті Стеве       | 6–3, 6–3      |
| Поразка   | 3.   | 16 жовтня 1977    | Фінікс, США                                 | Тверде   | Гелен Гурлей    | Біллі Джин Кінг Мартіна Навратілова   | 1–6, 5–7      |
| Поразка   | 4.   | 5 лютого 1978     | Чикаго, США                                 | Килим    | Розмарі Касалс  | Бетті Стеве Івонн Гулагонг-Коулі      | 1–6, 4–6      |
| Поразка   | 5.   | 22 жовтня 1978    | Брайтон, Англія                             | Килим    | Ілана Клосс     | Бетті Стеве Вірджинія Вейд            | 0–6, 6–7      |
| Поразка   | 6.   | 28 березня 1980   | Карлсбад (Каліфорнія), США                  | Тверде   | Розмарі Касалс  | Лора Дюпонт Пем Шрайвер               | 7–6, 4–6, 1–6 |
| Поразка   | 7.   | 14 вересня 1980   | Солт-Лейк-Сіті, США                         | Тверде   | Барбара Джордан | Вірджинія Рузіч Пем Тігуарден         | 4–6, 5–7      |
| Поразка   | 8.   | 16 листопада 1980 | Амстердам, Нідерландські Антильські острови | Килим    | Міма Яушовець   | Гана Мандлікова Бетті Стеве           | 6–7, 6–7      |
| Поразка   | 9.   | 22 березня 1981   | Бостон, США                                 | Килим    | Вірджинія Рузіч | Барбара Поттер Шерон Волш             | 7–6, 4–6, 3–6 |
| Поразка   | 10.  | 26 квітня 1981    | Амелія (острів), США                        | Ґрунт    | Пем Шрайвер     | Кеті Джордан Пола Сміт                | 3–6, 7–5, 6–7 |
| Перемога  | 11.  | 9 серпня 1981     | U.S. Clay Court Championships, США          | Ґрунт    | Вірджинія Рузіч | Сью Баркер Пола Сміт                  | 6–2, 6–2      |
| Поразка   | 12.  | 11 квітня 1982    | Гілтон-Гед-Айленд (Південна Кароліна), США  | Ґрунт    | Вірджинія Рузіч | Мартіна Навратілова Пем Шрайвер       | 1–6, 2–6      |
| Поразка   | 13.  | 16 травня 1982    | Лугано, Швейцарія                           | Ґрунт    | Вірджинія Рузіч | Кенді Рейнолдс Пола Сміт              | 2–6, 4–6      |
| Поразка   | 14.  | 8 серпня 1982     | U.S. Clay Court Championships, США          | Ґрунт    | Вірджинія Рузіч | Іванна Мадруга Катрін Танв'є          | 5–7, 6–7      |
| Поразка   | 15.  | 12 грудня 1982    | Ричмонд (Вірджинія), США                    | Ґрунт    | Вірджинія Рузіч | Розмарі Касалс Кенді Рейнолдс         | 3–6, 4–6      |
| Поразка   | 16.  | 11 серпня 1984    | U.S. Clay Court Championships, США          | Ґрунт    | Еліз Берджін    | Беверлі Моулд Пола Сміт               | 2–6, 5–7      |
| Перемога  | 17.  | 30 вересня 1984   | Ричмонд (Вірджинія), США                    | Тверде   | Елізабет Мінтер | Дженніфер Мундел Felicia Raschiatore  | 6–4, 3–6, 7–6 |
| Перемога  | 18.  | 31 березня 1985   | Палм-Біч (Флорида), США                     | Ґрунт    | Енн Сміт        | Лаура Гільдемейстер Габріела Сабатіні | 1–6, 6–1, 7–6 |
| Поразка   | 19.  | 22 вересня 1985   | Чикаго, США                                 | Килим    | Еліз Берджін    | Кеті Джордан Елізабет Смайлі          | 2–6, 2–6      |
| Поразка   | 20.  | 26 січня 1986     | Вічита, США                                 | Килим    | Енн Сміт        | Кеті Джордан Кенді Рейнолдс           | 3–6, 7–6, 3–6 |
| Поразка   | 21.  | 11 травня 1986    | Х'юстон, США                                | Ґрунт    | Еліз Берджін    | Кріс Еверт Венді Тернбулл             | 2–6, 4–6      |

### Мікст 4 (1 титул, 3 поразки)
| Результат | Ранг | Дата            | Турнір                                | Покриття | Партнер     | Опоненти              | Рахунок  |
| --------- | ---- | --------------- | ------------------------------------- | -------- | ----------- | --------------------- | -------- |
| Поразка   | 1.   | 13 вересня 1981 | Відкритий чемпіонат США з тенісу, США | Тверде   | Стів Дентон | Кевін Каррен Енн Сміт | 3–6, 6–7 |